# Cuba na Segunda Guerra Mundial

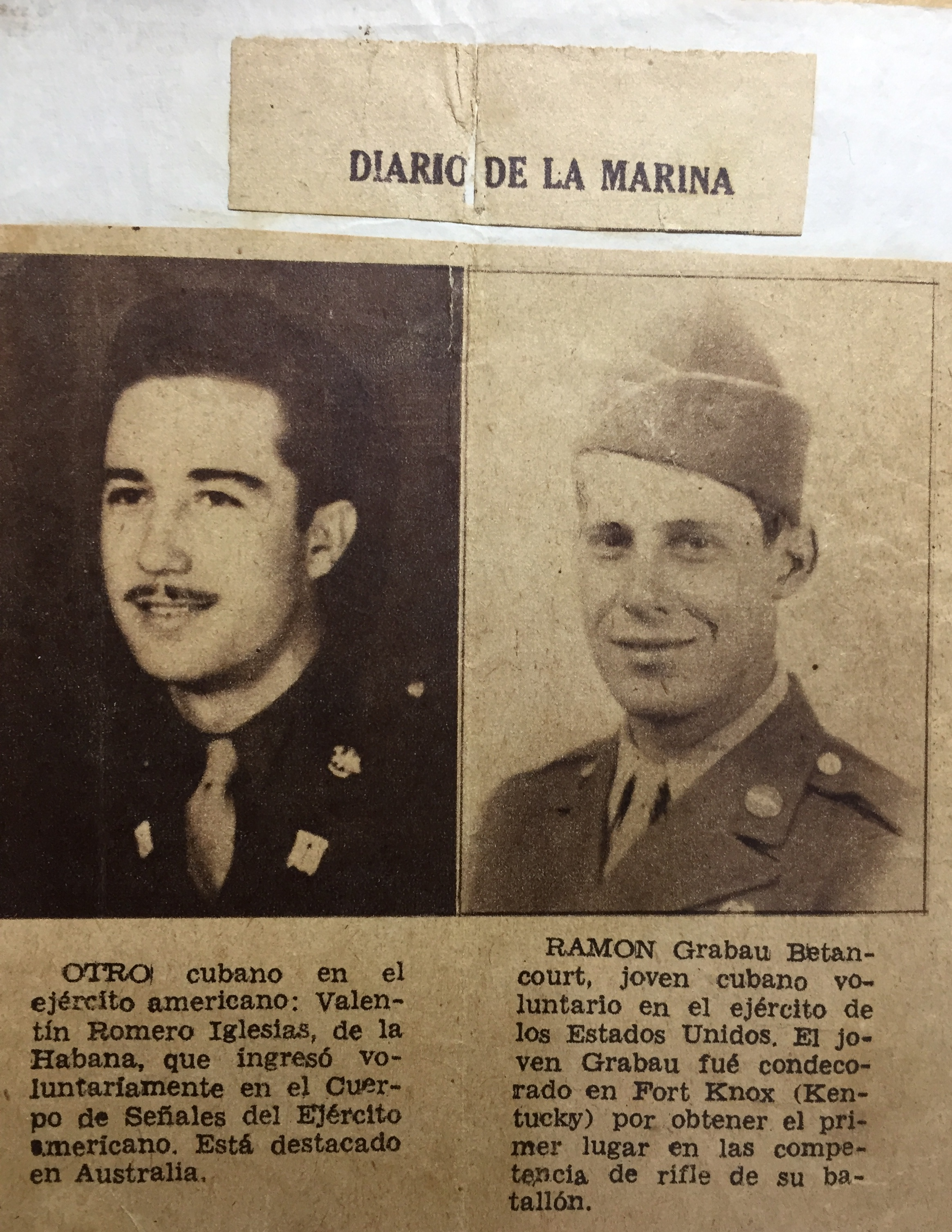
Soldados cubano-americanos

A história de Cuba durante a Segunda Guerra Mundial começa em 1939. Devido à posição geográfica de Cuba na entrada do Golfo do México, o papel de Havana como o principal porto comercial das Índias Ocidentais e os recursos naturais do país, Cuba foi um importante participante no Teatro Americano da Segunda Guerra Mundial, e foi um dos maiores beneficiários do programa de Empréstimo e Arrendamento dos Estados Unidos. Cuba declarou guerra às potências do Eixo em dezembro de 1941, tornando-se um dos primeiros países latino-americanos a entrar no conflito. Quando a guerra terminou em 1945, o exército cubano havia ganhado a reputação de ser a nação caribenha mais eficiente e cooperativa.

## Brú e Batista
Federico Laredo Brú era o presidente cubano quando a guerra começou. Sua única crise significativa relacionada à guerra antes de deixar o cargo em 1940 foi o caso MS St. Louis. O MS St. Louis era um transatlântico alemão que transportava mais de novecentos refugiados judeus da Alemanha para Cuba. Ao chegar a Havana, o governo cubano se recusou a permitir que os refugiados desembarcassem porque não tinham as permissões e vistos correspondentes. Depois que o transatlântico navegou para o norte, os governos dos Estados Unidos e Canadá também se recusaram a aceitar os refugiados, então o St. Louis navegou de volta pelo Atlântico e deixou os passageiros na Europa. Alguns foram para a Grã-Bretanha, mas a maioria foi para a Bélgica e para a França, que logo foram invadidas pelas forças alemãs. Em última análise, devido à recusa repetida em acolher os refugiados, muitos deles foram feitos prisioneiros pelos alemães e assassinados em campos de concentração.
Após as eleições cubanas de 1940, Brú foi sucedido pelo "homem forte e chefe" do exército cubano, Fulgencio Batista. No início, os Estados Unidos estavam preocupados com as intenções de Batista sobre se ele alinharia seu país com o Eixo ou com os Aliados. Batista, logo após assumir a presidência, legalizou uma organização pró-fascista ligada a Francisco Franco e seu regime na Espanha, mas o medo de qualquer simpatia nazista por Batista se dissipou quando ele enviou aos britânicos uma grande quantidade de açúcar como presente. Posteriormente, desapareceu a preocupação de que ele nutrisse alguma afinidade por Franco, quando ele recomendou aos Estados Unidos que realizassem uma operação conjunta com a América Latina à Espanha para destituir o regime de Franco, mas o plano não se concretizou. O apoio de Batista à causa aliada foi confirmado em fevereiro de 1941, quando ele ordenou que todos os funcionários consulares alemães e italianos deixassem seu país.

## Contribuição na Batalha do Caribe

### Ataque a navios cubanos
O primeiro ataque direto contra um navio cubano ocorreu em 15 de maio de 1942, quando um submarino nazista afundou o navio mercante cubano Manzanillo, um navio com vapor que transportava carvão dos Estados Unidos para Cuba ao largo da costa da Flórida.

### O afundamento do U-172

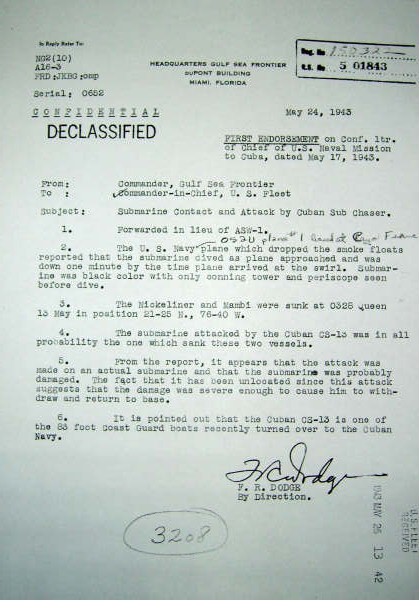
A Marinha dos Estados Unidos divulgou um relatório sobre como o submarino alemão U-176 foi destruído durante a Segunda Guerra Mundial.

Em 19 de dezembro de 1943, o submarino alemão U-172 foi afundado por um grupo de ataque combinado de forças navais e aéreas dos Estados Unidos e Cuba. O U-172 havia afundado vinte e oito navios aliados durante sua carreira operacional, com um total de 144.384 toneladas de carga.

## Caso Lüning
O caso Lüning foi um dos incidentes mais notáveis da guerra em Cuba. Erich Lüning era um cidadão cubano de origem alemã que foi acusado de ser um espião nazista e sabotador. Foi preso e julgado por um tribunal militar cubano, que o condenou à morte por traição. Foi executado por um pelotão de fuzilamento em Havana em 1942. Sua execução foi a única de seu tipo na América Latina durante a Segunda Guerra Mundial.

## As patrulhas de Hemingway
O escritor estadunidense Ernest Hemingway, que morava em Cuba na época, formou um grupo de vigilância marítima chamado "As Patrulhas de Hemingway" para combater os submarinos alemães que operavam no Caribe. Ele usou seu próprio barco, o Pilar, para patrulhar as águas ao redor de Cuba, armado com metralhadoras e granadas fornecidas pela embaixada dos Estados Unidos em Havana. Hemingway afirmou ter avistado vários submarinos inimigos durante suas missões, mas não há evidências de que ele tenha se envolvido em qualquer combate real.